# 混音带

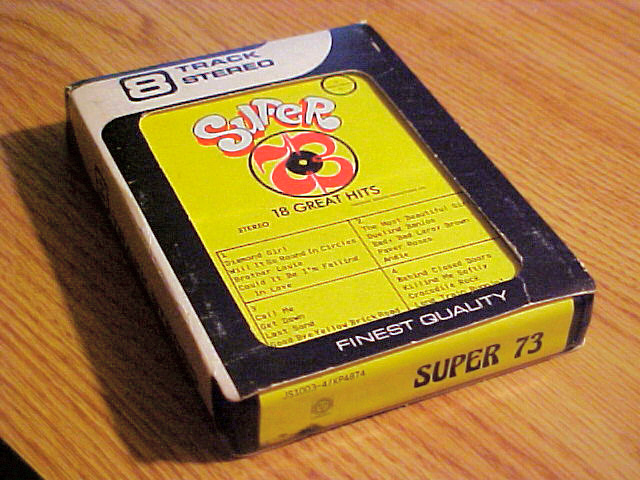
1974年的早期8轨混音带

mixtape（或称mix-tape、mix tape或mixed-tape）是以任何音檔格式录制的歌曲合集的统称。

## mixtape在嘻哈中的应用
嘻哈的早起发展中，音乐仅以现场演出的形式存在，传播途径为派对和演出的录音带。 嘻哈mixtape最初出现于20世纪70年代中叶的纽约出现，代表艺人为Kool Herc和Afrika Bambaataa。随着mixtape的流行，粉丝开始收集这些磁带。 80年代中叶，Brucie B等DJ开始录制他们的现场表演并出售，随后更多的DJ加入，如Kid Capri和Doo Wop。90年代早期，Ron G将R&B无伴奏合唱与嘻哈节拍混合（称为blend），推动了mixtape的发展。 blend磁带在90年代中期变得越发流行，粉丝期望mixtape中出现即兴饶舌（即freestyle）和独门曲目。 自90年代起，mixtape开始作为宣传新人或新专辑的手段，往往在正式专辑发行前发行。
在嘻哈界mix tape往往被并为mixtape一词。现在mixtape一词一般指免费发行的完整长度专辑。专辑内容有原始曲目，但多为即兴饶舌或热门曲目混音的合集，往往会使用热门曲目的伴奏。

### 作用与特点
mixtape能帮助音乐人做宣传或为新专辑发行造势，一些当红音乐人、说唱歌手，他们在混音带中展示自己的实力，从而跻身主流乐坛。mixtape可以免费使用任何歌曲的伴奏加以混音、衔接，唱入自己的歌词将原歌曲再版，它的重点在于其歌词内容和思想，这种随意又自由的方式是说唱歌手“练嘴”与宣传的最佳途径，不同于专辑严肃性。Mixtape中音乐人、说唱歌手在驾驭歌曲时，会表现得更加轻松、也能在音乐中磨练自身的说唱技巧。为延续自己的音乐生涯打下基础。

## 扩展阅读
- Mixtape / 混音带 （页面存档备份，存于）